# 奥斯塔波沃农村居民点
奥斯塔波沃农村居民点（俄语：Остаповское сельское поселение）是俄罗斯联邦伊万诺沃州舒亚区所属的一个农村居民点。其下辖有32个居民点，行政中心为奥斯塔波沃。据2016年统计，该农村居民点的人口为3537人。